# Parta
Parta (cyr. Парта) – wieś w Serbii, w Wojwodinie, w okręgu południowobanackim, w mieście Vršac. W 2011 roku liczyła 376 mieszkańców.